# Futuna (grupa etniczna)
Futuna – grupa etniczna stanowiąca rdzenną ludność wysp Futuna i Alofi, wchodzących w skład francuskiego terytorium zależnego Wallis i Futuna. Futuna są odłamem Polinezyjczyków. W 1990 roku ich liczebność wynosiła ok. 7,6 tys., z czego 3 tys. żyło na emigracji w Nowej Kaledonii i ok. 100 osób w Vanuatu.
Posługują się językiem futuna, blisko spokrewnionym z samoańskim, w użyciu jest także język francuski. Ich przodkowie przybyli z Fidżi lub Samoa i Tonga już w I tysiącleciu n.e. Futuna to w większości wyznawcy katolicyzmu.
Tradycyjne zajęcia Futuna to m.in. uprawa palmy kokosowej, bananów i roślin bulwiastych oraz hodowla trzody chlewnej i drobiu, w mniejszym zakresie rybołówstwo i połów pereł.
Pod względem kultury są bliscy Uvea, ale zachowali więcej elementów archaicznych. Identyczną nazwą określa się także rdzennych mieszkańców wyspy Futuna na terytorium Vanuatu. 